# Bologna Football Club 1909 2006-2007
Questa voce raccoglie le informazioni riguardanti il Bologna Football Club 1909 nelle competizioni ufficiali della stagione 2006-2007.

## Stagione
Nel campionato di Serie B 2006-2007 il Bologna si è classificato al settimo posto con 65 punti, disputa un sontuoso girone di andata, dove raccoglie 37 punti, secondo solo alla Juventus, poi nel girone di ritorno perde il passo, chiudendo il torneo a due lunghezze dagli eventuali Play-off, perché non si sono disputati, in quanto il Genoa terzo classificato con 78 punti, ha avuto un distacco di 10 punti sul Piacenza quarto, ne bastavano 9 per non far disputare gli spareggi. Con il Genoa sono salite Juventus e Napoli.
In Coppa Italia i felsinei nel primo turno hanno superato il Cittadella, nel secondo turno hanno avuto la meglio sulla Cavese, nel terzo turno sono stati eliminati dalla Sampdoria.Con 22 reti Claudio Bellucci è risultato il miglior realizzatore di stagione, delle quali 3 reti segnate in Coppa Italia e 19 in campionato, in doppia cifra anche Massimo Marazzina con 14 centri.

## Divise e sponsor
Lo sponsor tecnico per la stagione 2006-2007 è Macron, mentre lo sponsor ufficiale è Volvo.
| Casa | Trasferta | Terza divisa | 1ª portiere | 2ª portiere |

## Rosa
Rosa tratta dal sito ufficiale.
| N. |                   | Ruolo | Calciatore                  |
| -- | ----------------- | ----- | --------------------------- |
| 1  | Italia (bandiera) | P     | Francesco Antonioli         |
| 2  | Italia (bandiera) | D     | Daniele Daino               |
| 3  | Italia (bandiera) | D     | Ciro Capuano                |
| 3  | Italia (bandiera) | D     | Thomas Manfredini           |
| 4  | Italia (bandiera) | C     | Christian Amoroso           |
| 5  | Italia (bandiera) | D     | Claudio Terzi               |
| 6  | Italia (bandiera) | D     | Emanuele Brioschi           |
| 7  | Italia (bandiera) | C     | Carlo Nervo                 |
| 8  | Italia (bandiera) | C     | Nicola Mingazzini           |
| 9  | Italia (bandiera) | D     | Stefano Torrisi             |
| 10 | Italia (bandiera) | C     | Lamberto Zauli              |
| 11 | Italia (bandiera) | A     | Claudio Bellucci (capitano) |
| 12 | Italia (bandiera) | P     | Alberto Marzi               |
| 14 | Italia (bandiera) | D     | Marcello Castellini         |
| 15 | Italia (bandiera) | P     | Roberto Colombo             |
| 16 | Italia (bandiera) | D     | Luca Mezzano                |
| 17 | Serbia (bandiera) | D     | Vlado Šmit                  |
| 18 | Italia (bandiera) | A     | Giacomo Cipriani            |
| 19 | Italia (bandiera) | C     | Leonardo Colucci            |
| 19 | Italia (bandiera) | A     | Alessandro Cortesi          |
| 20 | Italia (bandiera) | C     | Massimo Loviso              |

| N. |                     | Ruolo | Calciatore              |
| -- | ------------------- | ----- | ----------------------- |
| 20 | Italia (bandiera)   | C     | Piermario Morosini      |
| 21 | Francia (bandiera)  | C     | Mourad Meghni           |
| 22 | Italia (bandiera)   | A     | Gennaro Fragiello       |
| 23 | Italia (bandiera)   | D     | Andrea Costa            |
| 24 | Italia (bandiera)   | D     | Pasquale D'Aniello      |
| 24 | Italia (bandiera)   | A     | Vincenzo Pellecchia     |
| 25 | Italia (bandiera)   | A     | Enrico Fantini          |
| 26 | Italia (bandiera)   | C     | Emanuele Filippini      |
| 28 | Italia (bandiera)   | D     | Aron Giacomoni          |
| 29 | Italia (bandiera)   | C     | Davide Colomba          |
| 30 | Italia (bandiera)   | P     | Fabio Gadignani         |
| 31 | Italia (bandiera)   | C     | Francesco Della Rocca   |
| 32 | Italia (bandiera)   | A     | Luigi Della Rocca       |
| 33 | Italia (bandiera)   | C     | Gabriele Paonessa       |
| 33 | Italia (bandiera)   | D     | Michelangelo Albertazzi |
| 34 | Italia (bandiera)   | A     | Leonardo Cisterni       |
| 35 | Italia (bandiera)   | C     | Federico Casarini       |
| 41 | Italia (bandiera)   | A     | Massimo Marazzina       |
| 44 | Italia (bandiera)   | C     | Renato Olive            |
| 87 | Italia (bandiera)   | C     | Michael Vincenzi        |
| 99 | Lituania (bandiera) | C     | Tomas Danilevičius      |

## Risultati

### Campionato

#### Girone di andata
| Arbitro: | Tagliavento (Terni) |

|  |           |             |
|  | Marcatori | 80’ Amoroso |

| Arbitro: | Brighi (Cesena) |

|                     |           |                |
| Bellucci 54’, 90+2’ | Marcatori | 85’ Varricchio |

| Arbitro: | Stefanini (Prato) |

|         |           |  |
| Nef 52’ | Marcatori |  |

| Arbitro: | Gava (Conegliano) |

|                |           |                                    |
| Mingazzini 51’ | Marcatori | 48’ Jeda 64’ Ricchiuti 69’ Barusso |

| Arbitro: | Trefoloni (Siena) |

|                     |           |                |
| Bellucci 66’ (rig.) | Marcatori | 52’ Papa Waigo |

| Arbitro: | Palanca (Roma) |

|                         |           |  |
| Santoruvo 49’ Ganci 90’ | Marcatori |  |

| Arbitro: | Messina (Bergamo) |

|                            |           |  |
| Marazzina 18’ Bellucci 58’ | Marcatori |  |

| Arbitro: | Pantana (Macerata) |

|  |           |                                 |
|  | Marcatori | 15’ Bellucci 88’ L. Della Rocca |

| Arbitro: | Damato (Barletta) |

|                            |           |             |
| Bellucci 11’ Marazzina 30’ | Marcatori | 73’ Schwoch |

| Arbitro: | Antonio Giannoccaro (Lecce) |

|                       |           |              |
| Di Nardo 45’ Lodi 75’ | Marcatori | 21’ Bellucci |

| Arbitro: | Orsato (Schio) |

|           |           |  |
| Zauli 81’ | Marcatori |  |

| Arbitro: | Rosetti (Torino) |

|                   |           |  |
| Calaiò 39’ (rig.) | Marcatori |  |

| Arbitro: | Rocchi (Firenze) |

|                                        |           |              |
| Bellucci 14’ Torrisi 55’ Marazzina 62’ | Marcatori | 77’ Adailton |

| Arbitro: | Bergonzi (Genova) |

|  |           |               |
|  | Marcatori | 19’ Marazzina |

| Arbitro: | Romeo (Verona) |

|                               |           |            |
| Zauli 31’, 36’ Bellucci 45+2’ | Marcatori | 51’ Valdes |

| Arbitro: | De Marco (Chiavari) |

|               |           |                                           |
| Graffiedi 42’ | Marcatori | 6’ L. Della Rocca 29’ Bellucci 85’ Meghni |

| Arbitro: | Messina (Bergamo) |

|  |           |              |
|  | Marcatori | 73’ Zalayeta |

| Arbitro: | Morganti (Ascoli Piceno) |

|                     |           |              |
| Serafini 39’ (rig.) | Marcatori | 24’ Brioschi |

| Bologna 13 gennaio 2007, ore 16:00 19ª giornata | Bologna         | 0 – 0 | Treviso | Stadio Renato Dall'Ara\| Arbitro: \| Brighi (Cesena) \| |
| Arbitro:                                        | Brighi (Cesena) |       |         |                                                         |

| Crotone 20 gennaio 2007, ore 16:00 20ª giornata | Crotone           | 0 – 0 | Bologna | Stadio Ezio Scida\| Arbitro: \| Bergonzi (Genova) \| |
| Arbitro:                                        | Bergonzi (Genova) |       |         |                                                      |

| Arbitro: | Orsato (Schio) |

|                  |           |  |
| Danilevicius 12’ | Marcatori |  |

#### Girone di ritorno
| Arbitro: | Stefanini (Prato) |

|                            |           |              |
| Brioschi 25’ Marazzina 55’ | Marcatori | 16’ De Falco |

| Arbitro: | Mazzoleni (Bergamo) |

|                             |           |  |
| Guidetti 31’ Varricchio 81’ | Marcatori |  |

| Arbitro: | Gava (Conegliano) |

|  |           |                          |
|  | Marcatori | 68’ Nocerino 73’ Rantier |

| Rimini 24 febbraio 2007, ore 15:00 CET 25ª giornata | Rimini                   | 0 – 0 | Bologna | Stadio Romeo Neri\| Arbitro: \| Morganti (Ascoli Piceno) \| |
| Arbitro:                                            | Morganti (Ascoli Piceno) |       |         |                                                             |

| Arbitro: | Rosetti (Torino) |

|              |           |                                                 |
| Del Core 50’ | Marcatori | 10’ E. Filippini 17’, 38’ Marazzina 87’ Fantini |

| Arbitro: | Romeo (Verona) |

|                                      |           |  |
| Bellucci 52’ (rig.) Mingazzini 90+1’ | Marcatori |  |

| Arbitro: | Trefoloni (Siena) |

|                  |           |                  |
| Longo 81’ (rig.) | Marcatori | 47’ Danilevicius |

| Arbitro: | Farina (Novi Ligure) |

|              |           |            |
| Bellucci 92’ | Marcatori | 5’ Noselli |

| Arbitro: | Tagliavento (Terni) |

|              |           |                     |
| Raimondi 64’ | Marcatori | 88’ (rig.) Bellucci |

| Arbitro: | Giorgio Lops (Torino) |

|             |           |  |
| Bellucci 7’ | Marcatori |  |

| Arbitro: | Giannoccaro (Lecce) |

|                  |           |               |
| Martinetti 45+1’ | Marcatori | 42’ Marazzina |

| Arbitro: | Paparesta (Bari) |

|                    |           |                                     |
| Marazzina 57’, 72’ | Marcatori | 9’ Domizzi 25’ Maldonado 38’ Calaiò |

| Arbitro: | Trefoloni (Siena) |

|                                    |           |  |
| León 4’ Di Vaio 37’ Gasparetto 42’ | Marcatori |  |

| Arbitro: | Mazzoleni (Bergamo) |

|                        |           |  |
| Fantini 39’ Meghni 89’ | Marcatori |  |

| Arbitro: | Morganti (Ascoli Piceno) |

|                                |           |              |
| Tiribocchi 45+3’ Zanchetta 83’ | Marcatori | 66’ Bellucci |

| Bologna 5 maggio 2007, ore 16:00 37ª giornata | Bologna               | 0 – 0 | Triestina | Stadio Renato Dall'Ara\| Arbitro: \| Squillace (Catanzaro) \| |
| Arbitro:                                      | Squillace (Catanzaro) |       |           |                                                               |

| Arbitro: | Ayroldi (Molfetta) |

|                                           |           |              |
| Del Piero 37’, 86’ (rig.) Trezeguet 90+2’ | Marcatori | 27’ Bellucci |

| Arbitro: | Girardi (San Donà di Piave) |

|  |           |              |
|  | Marcatori | 26’ Serafini |

| Arbitro: | Farina (Novi Ligure) |

|                 |           |          |
| Acquafresca 20’ | Marcatori | 8’ Zauli |

| Arbitro: | Tagliavento (Terni) |

|                                |           |             |
| Marazzina 57’ E. Filippini 83’ | Marcatori | 45’ Espinal |

| Arbitro: | Trefoloni (Siena) |

|                            |           |                                                             |
| Belingheri 53’ M. Gori 89’ | Marcatori | 5’ Marazzina 9’ Zauli 67’, 80’ (rig.) Bellucci 79’ Cipriani |

### Coppa Italia

#### Turni preliminari
| Arbitro: | Salati (Trento) |

|                              |           |              |
| Marazzina 46’ Bellucci 90+5’ | Marcatori | 21’ Giacobbo |

| Arbitro: | Mazzoleni (Bergamo) |

|  |           |                   |
|  | Marcatori | 21’, 56’ Bellucci |

| Arbitro: | Rosetti (Torino) |

|                                 |           |                                         |
| Marazzina 28’ Meghni 70’ (rig.) | Marcatori | 2’, 44’ (rig.) Flachi 51’ G. Delvecchio |

## Statistiche
| Competizione | Punti | In casa | In casa | In casa | In casa | In casa | In casa | In trasferta | In trasferta | In trasferta | In trasferta | In trasferta | In trasferta | Totale | Totale | Totale | Totale | Totale | Totale | DR |
| Competizione | Punti | G       | V       | N       | P       | Gf      | Gs      | G            | V            | N            | P            | Gf           | Gs           | G      | V      | N      | P      | Gf     | Gs     | DR |
| ------------ | ----- | ------- | ------- | ------- | ------- | ------- | ------- | ------------ | ------------ | ------------ | ------------ | ------------ | ------------ | ------ | ------ | ------ | ------ | ------ | ------ | -- |
| Serie B      | 53    | 21      | 6       | 12      | 3       | 25      | 22      | 21           | 5            | 8            | 8            | 21           | 26           | 42     | 11     | 20     | 11     | 46     | 48     | -2 |
| Coppa Italia | -     | 2       | 1       | 0       | 1       | 4       | 4       | 1            | 1            | 0            | 0            | 2            | 0            | 3      | 2      | 0      | 1      | 6      | 4      | +2 |
| Totale       | -     | 23      | 7       | 12      | 4       | 29      | 26      | 22           | 6            | 8            | 8            | 23           | 26           | 45     | 13     | 20     | 12     | 52     | 52     | 0  |